# Свешникова, Ирина Николаевна (палеоботаник)

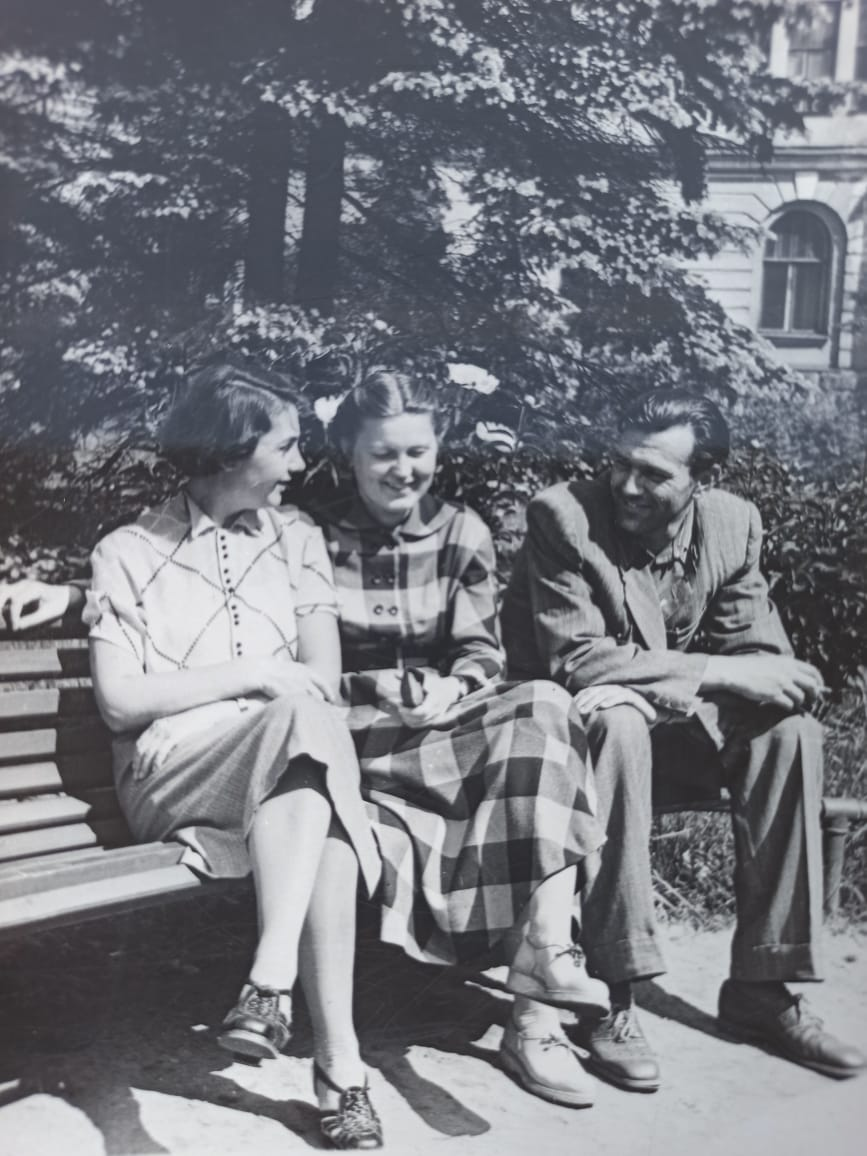
слева направо: З. Т. Артюшенко, И. Н. Свешникова, Л. Ю. Буданцев в Ботаническом Институте

Ирина Николаевна Свешникова (14 июля 1921 — 1 февраля 1997, Санкт-Петербург) — советский палеоботаник; работала в Ботаническом Институте им. В. Л. Комарова Российской Академии Наук с 1946 по 1986 годы; защитила кандидатскую диссертацию в 1952 году; разрабатывала метод эпидермально-кутикулярного анализа для изучения ископаемых растений; долгое время возглавляла международную комиссию Ботанического института.

## Биография
Родилась в семье профессионального революционера Николая Федоровича Свешникова (ближайшего соратника и помощника С. М. Кирова) и Марии Николаевны Свешниковой в 1921 году (14 июля)
В 1939 году окончила 1-ю образцовую школу Петроградского района г. Ленинграда и поступила в Ленинградский сельскохозяйственный институт, который окончила в 1945 году.
В 1946 году поступила на работу в Ботанический Институт им. В. Л. Комарова Российской Академии Наук, где проработала 40 лет.
В 1951 году защитила в Ботаническом институте кандидатскую диссертацию «Морфологические исследования некоторых представителей семейства Первоцветных (Primulaceae)».
В 1955 году подписала «Письмо трёхсот», ставшее впоследствии причиной отставки Т. Д. Лысенко с поста президента ВАСХНИЛ.
Из-за болезни ушла на пенсию в 1986 году.
Умерла 1 февраля 1997 года. Похоронена на Богословском кладбище Санкт-Петербурга.

## Научная деятельность
Внесла большой вклад в развитие отечественной палеоботаники и метода эпидермально-кутикулярного анализа для изучения ископаемых растений.
Совместно со Львом Юстиановичем Буданцевым, И. Н. Свешникова неоднократно ездила в полярные экспедиции на Крайний Север (Земля Франца-Иосифа, Новая Сибирь, Шпицберген), где изучала историю древней полярной растительности и собрала большую коллекцию ископаемых растений. Благодаря этим экспедициям и трудам Ирины Николаевны Свешниковой в Ботаническом Институте им. В. Л. Комарова Российской Академии Наук была создана коллекция препаратов с кутикулами ископаемых листьев, которые сравнивают с современными растениями.
Совместная научная деятельность И. Н. Свешниковой и Л. Ю. Буданцева была очень плодотворной; их различные научные подходы отлично дополняли друг друга. В отличие от Буданцева, который занимался теоретическим обобщением, И. Н. Свешникова занималась качественным анализом. Свешникова владела и применяла анатомический метод определения видов вымершей растительности. («Боеспособность» этого метода был отлично доказан И. Н. Свешниковой).
В результате трех экспедиций к Балтийскому морю и изучения растений, оставшихся в янтаре (отпечаткам отдельных листьев в прозрачной древесной смоле было около 50 миллионов лет), было выявлено, что на ископаемую флору в Прибалтике большое влияние оказала древняя растительность северных широт.
Только за одну экспедицию (1967 г.) И. Н. Свешникова и Л. Ю. Буданцев привезли со Шпицбергена 2000 образцов флоры (с четкими отпечатками ископаемых растений на песчанике, каменном угле и других пародах), которые были разделены на 200 видов.
Кроме плодотворной научной работы, Ирина Николаевна Свешникова вела активную международную деятельность. Благодаря совершенному владению немецким языком и отличному знанию английского, личным качествам и глубоким знаниям, Свешникова долгое время возглавляла международную комиссию Ботанического института, принимала участие в российских и международных конференциях.

## Семья
- Муж (с 1940) — Олег Сергеевич Лобастов, соученик по первой образцовой школе Ленинграда, 3 мая 1941 года родилась их дочь Наталия, после войны брак распался[6].